# Bo Kjellander
Bo Sigvard Kjellander, född 10 mars 1926 i Katrineholms församling i Södermanlands län, död 4 juni 2014 i Visby domkyrkoförsamling i Gotlands län, var en svensk militär, militärhistoriker och förläggare.

## Biografi
Efter studentexamen vid Norra Latin i Stockholm 1945 och officersexamen vid Krigsskolan 1949 utnämndes Kjellander samma år till fänrik vid Gotlands infanteriregemente. Han var 1960–1962 kurschef vid Arméns signalskola. Åren 1962–1964 gick han Stabskursen på Armélinjen vid Militärhögskolan och utbildades 1967 i förhörstjänst i Storbritannien. Han var chef för Arméns tolkskola 1964–1968. År 1969 blev han till major och tjänstgjorde 1969–1981 vid Försvarsstaben, 1972 befordrad till överstelöjtnant. Åren 1982–1986 tjänstgjorde han vid Militärhistoriska avdelningen på Militärhögskolan.
Efter att han 1986 lämnat Försvarsmakten fortsatte han att ägna sig åt militärhistoria som författare, redaktör och förläggare. Han drev tillsammans med hustrun Märta, född Friberg, bokförlaget Probus Förlag HB, som åren 1986–2009 gav ut drygt 70 militärhistoriska böcker.
Personhistorikern Rune Kjellander var bror till Bo Kjellander. Makarna Kjellander är begravda på Södra kyrkogården i Visby.